# Ступиниј Прежмерулуј (Брашов)
Ступиниј Прежмерулуј (рум. Stupinii Prejmerului) насеље је у Румунији у округу Брашов у општини Прежмер. Oпштина се налази на надморској висини од 516 m.

## Становништво
Према подацима из 2002. године у насељу је живело 401 становника, од којих су сви румунске националности.